# KEEP ME HANGIN' ON 〜誘惑を抱きしめて〜
「KEEP ME HANGIN' ON 〜誘惑を抱きしめて〜 / パステル･ラブ」（キープ・ミー・ハンギン・オン ゆうわくをだきしめて / パステル･ラブ）は、1987年4月22日に発売された松本典子の7枚目のシングル (両A面)。

## 概要
「KEEP ME HANGIN' ON 〜誘惑を抱きしめて〜」は、アメリカ合衆国の4人組ガールズグループ、ザ・スプリームスの歌唱で1966年に発表されたシングル曲「You Keep Me Hangin' On」のカバー。多くのアーティストに歌われている楽曲である。
「パステル･ラブ」は、1978年6月に発売された金井夕子のデビュー・シングルのカバー。”サン・ジョルディの日”キャンペーン・イメージソング。

## 収録曲
1. KEEP ME HANGIN' ON 〜誘惑を抱きしめて〜
  - 作詞・作曲：EDDIE HOLLAND, LAMONT DOZIER, BRIAN HOLLAND / 日本語詞：森浩美 / 編曲：加藤道明
2. パステル･ラブ
  - 作詞・作曲：尾崎亜美 / 編曲：戸塚修

## 参考資料
- 1985.03.21 松本典子 | アイドル・ポップ・データベース